# Victor Eusen
Victor Eusen, né le 1er février 1889 à Brest et mort le 9 septembre 1944 dans la même ville, est un homme politique français.
Il fut le dernier maire de la commune de Saint-Pierre-Quilbignon entre 1929 et 1944 et le président de la délégation spéciale chargée de gérer Brest de 1942 à 1944.

## Biographie
Victor Eusen est né à Recouvrance, un quartier de Brest, le 1er février 1889. Ses parents, décédés alors qu'il n'avait que 3 ans, étaient originaires de Lampaul-Plouarzel.
Il devint instituteur suppléant à l'école de la Communauté (à Brest), puis à La Martyre. Le 1er octobre 1909, il devint soldat au 19e régiment d'infanterie, puis devint employé du service des impôts à Dieppe. Il se maria en 1912 avec mademoiselle Deudé, qui décéda pendant la Première Guerre mondiale, mais dont il eut une fille, Marie-Louise. Pendant la Première Guerre mondiale, il fut fait prisonnier par les Allemands et en profita pour apprendre leur langue. Il se remaria en 1919 avec Mme Cozian, qui lui donna un fils et deux filles et qui était veuve d'un boucher : c'est la raison pour laquelle il abandonna l'enseignement pour reprendre la boucherie.
Élu conseiller municipal de Saint-Pierre-Quilbignon dès 1919, il en devint le maire en 1929 et fut réélu en 1935. Pendant ses deux mandats, il œuvra pour l'installation du réseau de distribution d'eau courante (créant le premier « Service des eaux » à partir des sources de l'Arc'hantel), l'électrification des hameaux isolés et l'éclairage public, la pavage de la rue menant du bourg de Saint-Pierre-Quilbignon à Recouvrance (l'actuelle « Rue Victor Eusen », dénommée alors « Rue de la Mairie »), la création de clubs sportifs comme le club cycliste quilbignonnais, etc.
En 1939-1940, il participa comme capitaine à la Drôle de guerre, connaissant la Débâcle de Dunkerque, avant de rentrer à Brest lors de l'armistice du 22 juin 1940 et de reprendre son poste de maire de Saint-Pierre-Qulbignon ; il devint aussi représentant en carburants.

## Rôle pendant la Seconde Guerre mondiale
Quand, le 1er février 1942, le gouvernement de Vichy révoqua Victor Le Gorgeu, alors maire de Brest, Victor Eusen, qui parlait très bien l'allemand, fut sollicité par le sous-préfet de Brest pour le remplacer à la tête d'une « délégation spéciale ». Il accepta, après mûre réflexion. Le jour même, il fut arrêté par la Gestapo et interné à Fresnes, à la suite d'une lettre anonyme et à un montage le dénonçant comme agent de l’Angleterre. Libéré un mois plus tard, il se remit au travail. Sa forte personnalité et sa connaissance de la langue allemande lui assurèrent une grande autorité devant l’occupant.
Dès son arrivée à la tête de la délégation spéciale, Victor Eusen n'eut de cesse de se préoccuper de la sécurité et de la vie de ses concitoyens. De 1942 à 1944, il entreprit une série de grands travaux dans la ville en ruine visant à créer des abris, dont le plus connu est l'abri Sadi-Carnot. Au début de 1943, il faisait fermer toutes les écoles et évacuer les enfants brestois encore en ville en lieu sûr. Lors du siège de Brest, entre la mi-août et le début de septembre 1944, il tenta, à plusieurs reprises mais sans succès, une médiation entre les Allemands et les Alliés (le 6 août 1944, accompagné du chanoine Courtet et de messieurs Kervern et Kéraudy, il tenta vainement de convaincre le général Ramcke, gouverneur allemand de la place, de déclarer Brest « ville ouverte »), obtenant toutefois le 14 août 1944 l'évacuation de quelque 15 000 Brestois.
Dès avril 1943, il proposait à Auguste Kervern, maire de Lambézellec et Yves Jaouen, maire de Saint-Marc, de réaliser la fusion des quatre communes de l'agglomération brestoise en une seule, mais il se heurta à un refus. Il fallut attendre la libération de Brest et l'arrêté du 3 octobre 1944 pris par le nouveau Commissaire de la République Victor Le Gorgeu pour que la création du « Grand Brest » soit effective par fusion de Brest, Saint-Pierre-Quilbignon, Lambézellec et Saint-Marc.

## Décoration
Il a été décoré de l'ordre de la Francisque.

## Mort
Victor Eusen décéda dans la catastrophe de l'explosion de l'abri Sadi-Carnot à Brest, le 9 septembre 1944. Sa tombe se trouve dans le cimetière de Saint-Pierre-Quilbignon.

## Famille
Son fils, Yves Eusen, médecin, devint conseiller municipal de Brest, puis en 1955 conseiller général du Finistère. Il décéda en 1966.

## Hommages
Une rue de Brest porte son nom.